# El clavo
El clavo es un cuento o novela breve de tema policiaco escrito por Pedro Antonio de Alarcón, basado en una causa real que circulaba en periódicos y revistas de la España decimonónica. Publicada en 1853, se reeditó en 1856, y la versión definitiva, que contiene algunas variaciones importantes, en 1880. En 1881 se publicó dentro de la colección de Cuentos amatorios del autor. Se considera el primer antecedente del género policiaco en España.

## Sinopsis
Felipe, el narrador de la historia, conoce a una misteriosa y bella dama en un viaje en diligencia durante el otoño de 1844. Dos meses después se reúne en Córdoba con su amigo, el juez Joaquín Zarco, al que encuentra en un estado melancólico, debido a un episodio amoroso que resultó fracasado. Joaquín cuenta a su amigo su enamoramiento fulminante de una hermosa viuda llamada Blanca, a la que conoció en Sevilla durante un permiso, y con la que se prometió en matrimonio tras mucho insistir, ya que ella se resistía tenazmente. Como el juez tenía asuntos pendientes en su juzgado, se dieron un plazo de un mes para la boda y se separaron. Dada su impaciencia, Joaquín arregló rápidamente sus asuntos y volvió a Sevilla a los 15 días, encontrando que no había huellas de su enamorada, por lo que rompió el compromiso y volvió despechado a Córdoba.
Durante un paseo por el cementerio, los dos amigos encuentran una calavera que les llama la atención, ya que contiene un clavo. Joaquín sospecha de un asesinato y comienza a investigar, descubriendo que la calavera pertenece a Alfonso Gutiérrez, recientemente fallecido. Como la esposa, Gabriela Zahara, fue la única persona que asistió al difunto en su muerte, se convierte en la principal sospechosa, por lo que dicta su detención, pero ella desaparece.
Pasa el tiempo y Felipe reencuentra a la desconocida de la diligencia, a la que no ha olvidado, descubriendo que se llama Mercedes, y que es viuda. Consigue entablar amistad con ella, pero muy breve, ya que vuelve a desaparecer.
Felipe vuelve a visitar a Joaquín, al que encuentra eufórico, ya que le dice que ha encontrado a Blanca, y ella le ha explicado que en realidad volvió a Sevilla en la fecha acordada para la boda, y no pudo localizarle, ya que él se había adelantado, por lo que todo ha sido un malentendido. Joaquín lamenta haber perdido dos años, pero ahora cree poder recuperar el tiempo perdido.
A los pocos días, Joaquín recibe la noticia de que la guardia civil ha detenido a la prófuga Gabriela. Cuando los dos amigos la van a ver a la prisión, descubren horrorizados que Gabriela es la misma persona que se hizo pasar por Blanca y por Mercedes.
Gabriela Zahara, que es el verdadero nombre de la encausada, confiesa su crimen y explica sus motivos.
Joaquín, como juez encargado del caso se ve obligado a juzgar y condenar a Gabriela, a pesar de sus sentimientos.

## Adaptaciones
En 1944, Rafael Gil se basó en la novela para realizar el largometraje El clavo, que tuvo gran éxito de crítica y público.
En 1970, TVE emitió una serie basada en la novela de Pedro Antonio de Alarcón, que constaba de cinco capítulos. La serie estaba protagonizada entre otros, por Pepe Martín y Mónica Randall.